# ジョージア海峡

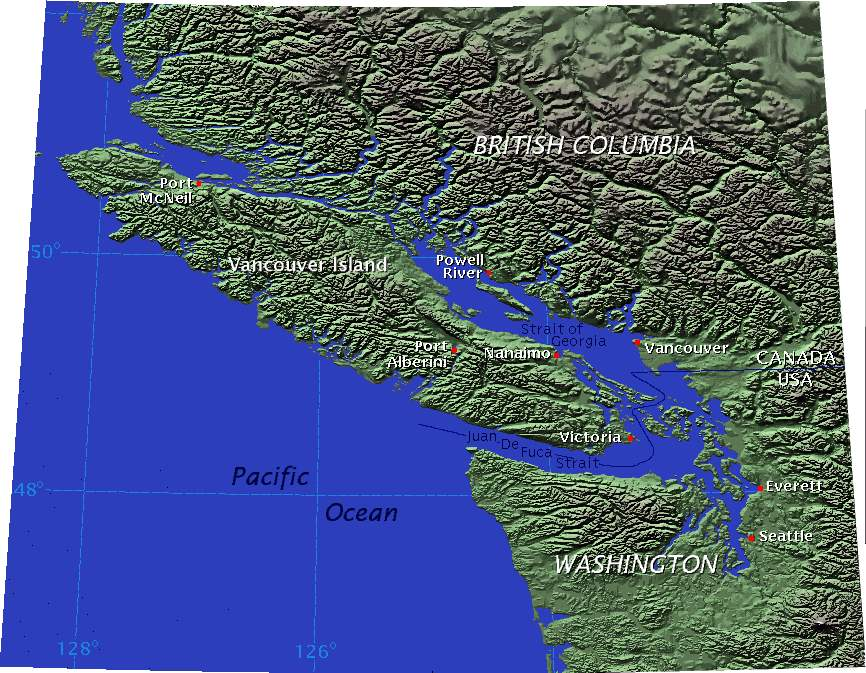
ジョージア海峡周辺の地図

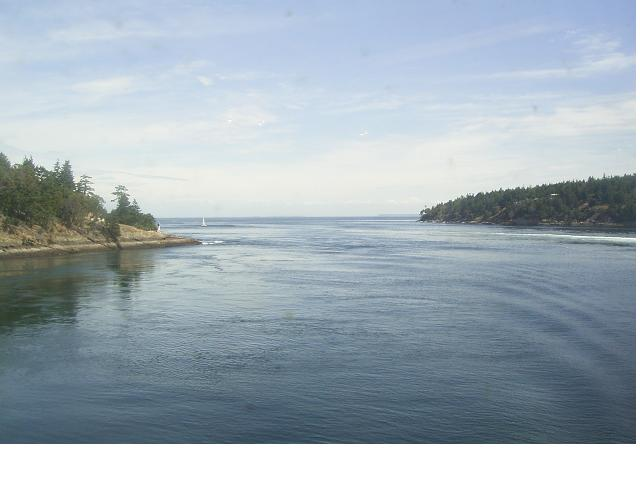
島の向こうがジョージア海峡

ジョージア海峡（ジョージアかいきょう、英: Strait of Georgia）は、カナダのブリティッシュコロンビア州太平洋岸の本土とバンクーバー島（同様に、周辺のガルフ諸島）の間に位置する延長240キロメートル（150マイル）の海峡である。海峡の南端はピュージェット湾とファンデフカ海峡が交わるところであり、北端はジョンストーン海峡である。
ジョージア海峡、ファンデフカ海峡、ピュージェット湾などから構成される、バンクーバー島と北アメリカ大陸の間の内海は、セイリッシュ海と総称される。

## 概要
この海峡はバンクーバー港が存在するために、北アメリカ西海岸における主要な航路となっている。本土（メインランド：バンクーバー市を含む大陸側の沿岸部の呼称）とバンクーバー島を結ぶ航路には、ツワッセン（バンクーバー市の南）とシュワルツベイ（ビクトリアの北）を結ぶ航路、ホースシューベイ（バンクーバー市の北）とナナイモを結ぶ航路がある。いずれの航路も、BCフェリーの船が航行している。
海峡内には様々な島が点在し、大きなものにテキサーダ島やラスクエティ島がある。海峡一帯は、世界有数の冷水スクーバダイビングスポットして広く知られている。
1960年代後半、ジョージア海峡の名を冠した新聞「The Georgia Straight」が誕生し、現在もなお広く読まれている。

## 歴史
海峡周辺の沿岸部には数千年前から先住民の集落が点在していた。初めてヨーロッパ人がこの地に足を踏み入れたのは、1791年になってからである（スペインのホセ・マリア・ナルバエス）。現在のジョージア海峡という名称（当時はジョージア湾と誤認されていた）は、1792年に北アメリカ西海岸の広範囲を探検したイギリスのジョージ・バンクーバーに由来している。

## 海峡沿岸部の主要な都市
バンクーバー島側
- ナナイモ
- キャンベルリバー
- コートニー
- パークスビル
- ランツビル

本土カナダ側
- バンクーバー
- パウエルリバー
- ギブソンズ
- Sechelt

アメリカ合衆国側
- ベリングハム他、ワシントン州の海峡沿岸部の都市

バンクーバー島の他の都市（例：ダンカン）は、沖合いにガルフ諸島の島々が点在しているため、直接ジョージア海峡には面していない。また近いと思われがちなピュージェット湾は実際はかなり南に位置している。

## ジョージア海峡橋
1872年以来、フェリーサービスに変わる新たな交通手段として、ジョージア海峡を横断する橋を建設してはどうかという議論が長年されている。様々な案がある中で、船の往来を自由にするために一部を橋、残りをトンネルとする案がある。
本土とバンクーバー島を結ぶ交通手段として機能を果たすかどうかと言う議論はあるものの、島内の観光業の発展が期待できるという点で支持されている。
一方、橋の建設により島内に過度な都市化を呼び起こし、また橋の建設や観光業の発展により自然に少なからず影響を与えてしまう点で反対されている。他に海峡の広さや深さ、海底部の軟弱な地盤、同様にバンクーバー島地方における地震活動などが問題とされている。